# Gran Premio d'Australia 2025
Il Gran Premio d'Australia 2025 è stata la prima prova della stagione 2025 del campionato mondiale di Formula 1. La gara si è disputata domenica 16 marzo sul circuito di Albert Park a Melbourne ed è stata vinta dal britannico Lando Norris su McLaren-Mercedes, al quinto successo in carriera; Norris ha preceduto all'arrivo l'olandese Max Verstappen su Red Bull Racing-Honda RBPT e il connazionale George Russell su Mercedes.
Per Norris è il secondo hat trick (pole position, giro veloce e vittoria) in carriera in Formula 1 dopo il Gran Premio d'Olanda 2024. All'intero weekend di gara hanno assistito 465 498 spettatori, nuovo record per il Gran Premio d'Australia sul circuito di Albert Park. Il precedente primato apparteneva all'edizione del 2024, caratterizzata da una presenza di 452 055 spettatori nel fine settimana. È anche il quinto dato più alto della storia della Formula 1, dietro all'edizione del 1995, corsa ad Adelaide, con 520 000 spettatori, all'edizione 2025 del Gran Premio di Gran Bretagna, con 500 000, e alle edizioni 2023 e 2024 dello stesso Gran Premio, con 480 000.

## Vigilia

### Aspetti tecnici
Per questo Gran Premio la Pirelli, fornitore unico degli pneumatici, offre la scelta tra gomme di mescola C3, C4 e C5, la seconda tipologia di mescole più morbide dell'intera gamma di coperture messe a disposizione dall'azienda italiana. La Pirelli conferma la stessa scelta dell'edizione precedente e di quella del 2022.
Per questo campionato gli pneumatici sono stati evoluti, sia in termini di costruzione che di caratteristiche delle mescole. La mescola C5 è stata leggermente modificata per adeguarsi ai maggiori carichi aerodinamici che saranno generati dall'ultima versione delle monoposto di questa generazione. La C3, la più versatile in termini di bilanciamento e degrado, resta sostanzialmente simile alla versione omologata nelle ultime due stagioni; sulla C4 si è invece lavorato per ridurre la possibilità di formazione del graining sulla superficie del battistrada e il degrado, così com'è stato fatto sulla C5, cercando di creare le condizioni per un ampliamento del suo utilizzo in gara.
Il Gran Premio segna l'entrata in vigore di nuovi test di flessibilità, interessando nel dettaglio la beam wing. Alla precedente verifica che misurava la freccia della deformazione si aggiunge ora un secondo controllo sulla rotazione dei profili. Il test originario prevedeva che i profili non potessero flettersi per oltre tre millimetri sotto l’azione di due carichi verticali simmetrici da 150 N l’uno, equivalenti a circa 15 kg di peso. In questo appuntamento si aggiunge un’ulteriore verifica, con i flap della beam wing che, sotto gli stessi carichi, non potranno ruotare più di 0.8° rispetto alla struttura di impatto posteriore.
La Federazione conferma le quattro zone per l'utilizzo del Drag Reduction System stabilite nell'edizione 2023. Le prime due zone sono stabilite sul rettilineo dei box e nel tratto compreso tra la curva 2 e la curva 3, con un unico detection point, fissato prima della curva 13. Le altre due zone sono stabilite tra la curva 8 e la curva 9, e tra la curva 10 e la curva 11, con anche in questo caso un unico detection point, fissato dopo la curva 6. Il circuito dell'Albert Park divenne il primo tracciato in Formula 1 a presentare ben quattro zone per l'utilizzo del dispositivo mobile fin dalla sua introduzione nella massima categoria durante stagione 2011. Il tracciato è l'unico della storia del mondiale, insieme a quello di Singapore, a figurare ben quattro zone DRS.
Rispetto all'edizione precedente, il circuito è oggetto di alcune modifiche. Tutte le linee della pista sono state ridipinte di bianco, abbandonando così la tradizionale colorazione gialla utilizzata fin dall'edizione inaugurale del 1996. Il cordolo all'uscita della curva 6 e all'apice della curva 7 è stato sostituito con uno di tipo negativo e la ghiaia della via di fuga è stata riportata vicino ad esso. Le barriere di protezione sul lato sinistro alla curva 6 sono state riprofilate. La linea che delimita la corsia di uscita dalla pit lane è stata ridipinta di bianco e contornata con una linea blu; tale linea è stata inoltre riportata alla configurazione utilizzata per l'ultima volta nel 2018. Le safety car line 1-2 sono state ridipinte di bianco e contornate con una linea blu al fine di evidenziarle. All'uscita della curva 4 è stata aggiunta una linea blu dietro quella bianca. All'uscita delle curve 10 e 11 la linea bianca è stata riposizionata e ne è stata aggiunta una blu dietro di essa. All'uscita della curva 12 è stata aggiunta una linea blu dietro quella bianca. Una nuova postazione dei commissari di percorso viene aggiunta sul lato sinistro dopo la curva 8. Nessuna modifica è stata apportata all’asfalto della pista, posato nell'edizione 2022, e risultato non particolarmente aggressivo per le gomme.
Prima della terza sessione di prove libere sono stati effettuati ulteriori cambiamenti al tracciato. Nelle curve 10 e 11, dove la linea bianca che delimita la pista era stata riposizionata, è stata rimossa la vernice nera utilizzata per coprire la linea originale e la nuova linea bianca è stata allargata. Il pezzo di cemento verde presente all'interno della via di fuga in ghiaia all'apice della curva 7 è stato rimosso. Nelle curve 3 e 6 è stata aggiunta una linea blu dietro quella bianca.

### Aspetti sportivi
Il Gran Premio rappresenta il primo appuntamento della stagione su ventiquattro stabiliti nel calendario del campionato. È la seconda volta nella storia della Formula 1 che il programma offre un numero così alto di appuntamenti, lo stesso numero delle gare della stagione precedente. Il Gran Premio d'Australia viene collocato quale prova d'apertura della stagione per la prima volta dal 2019. L'appuntamento viene disputato nel mese di marzo per la seconda edizione consecutiva ed è la prima di due prove complessive in programma in questo mese. Il campionato ha inizio su una tipologia di tracciato cittadino. Il contratto per l'inserimento della gara nel calendario mondiale, sempre sul circuito dell'Albert Park, è stato rinnovato nel mese di dicembre 2022 fino alla stagione 2037. Sponsor del Gran Premio è per la prima volta Louis Vuitton, azienda francese specializzata in accessori di moda e pelletteria.
Il Gran Premio d'Australia vede la disputa dell'ottantottesima edizione, la trentanovesima valida per il campionato mondiale di Formula 1 e la ventottesima sul circuito dell'Albert Park di Melbourne, capitale dello stato Victoria. Le prime undici edizioni – dal 1985 al 1995 – si disputarono ad Adelaide, mentre dal 1996, a parte il biennio 2020-2021 caratterizzato dalle problematiche dettate della pandemia di COVID-19, si è sempre corso senza interruzioni all’Albert Park. Se l’appuntamento di Adelaide era collocato nella parte finale del calendario, quello di Melbourne si è sempre svolto in quella iniziale, e per la ventitreesima volta complessiva è il Gran Premio inaugurale del campionato.
Il costruttore italiano RB cessa di usare l'acronimo, cambiando il titolo di squadra e costruttore. Il team cambia denominazione in Visa Cash App Racing Bulls F1 Team. La scuderia britannica Williams cambia denominazione in Atlassian Williams Racing a seguito dell'accordo di sponsorizzazione con la compagnia australiana. L'elvetica Sauber viene iscritta al Gran Premio come Kick Sauber F1 Team, senza l'utilizzo nella denominazione dell'altro title sponsor della squadra, Stake.
Il britannico Lewis Hamilton lascia la Mercedes dopo dodici stagioni per approdare in Ferrari, ponendo fine alla sua serie record di stagioni consecutive al volante di una vettura di un singolo costruttore. Egli gareggia per la prima volta con una vettura spinta da un propulsore diverso da quello Mercedes. Il francese Esteban Ocon, il tedesco Nico Hülkenberg e lo spagnolo Carlos Sainz Jr. approdano rispettivamente alla Haas, alla Sauber e alla Williams. Sei giovani piloti, tra i quali il britannico Oliver Bearman, con il numero 87, l'italiano Andrea Kimi Antonelli (12), l'australiano Jack Doohan (7), il brasiliano Gabriel Bortoleto (5), campione in carica della Formula 2, il neozelandese Liam Lawson (30) e il francese Isack Hadjar (6), debuttano da titolari rispettivamente alla Haas, Mercedes, Alpine, Sauber, Red Bull Racing e Racing Bulls. Lawson corre per la prima volta sul circuito dell'Albert Park.
L'ex pilota di Formula 1 Enrique Bernoldi è nominato commissario aggiunto. Il brasiliano ha svolto in passato, in diverse occasioni, tale funzione, l'ultima al Gran Premio del Belgio 2024. Bernoldi fu designato commissario aggiunto anche per le edizioni 2022 e 2023. Per questo appuntamento, in cui la Federazione prevede elevati carichi di lavoro, in base a quanto previsto dal nuovo regolamento, l'organo mondiale dell'automobilismo nomina quattro commissari sportivi, invece dei tradizionali tre, ai quali si aggiunge il commissario nominato dalla Federazione nazionale del luogo in cui si svolge l'evento. È la casa automobilistica britannica Aston Martin a fornire la safety car e la medical car.

## Prove

### Resoconto
Prima dell'inizio della terza sessione di prove libere del sabato, sulla vettura di Oliver Bearman è stata installata la seconda unità relativa al motore a combustione interna, al turbocompressore, all'MGU-H, all'MGU-K e all'impianto di scarico. Il pilota britannico della Haas non è penalizzato sulla griglia di partenza in quanto i nuovi componenti installati rientrano tra quelli utilizzabili nel numero massimo stabilito dal regolamento tecnico.

### Risultati
Nella prima sessione del venerdì si è avuta questa situazione:
| Pos | Nº | Pilota           | Costruttore       | Tempo    | Gap    | Giri |
| --- | -- | ---------------- | ----------------- | -------- | ------ | ---- |
| 1   | 4  | Lando Norris     | McLaren-Mercedes  | 1'17"252 |        | 21   |
| 2   | 55 | Carlos Sainz Jr. | Williams-Mercedes | 1'17"401 | +0"149 | 25   |
| 3   | 16 | Charles Leclerc  | Ferrari           | 1'17"461 | +0"209 | 21   |

Nella seconda sessione del venerdì si è avuta questa situazione:
| Pos | Nº | Pilota          | Costruttore      | Tempo    | Gap    | Giri |
| --- | -- | --------------- | ---------------- | -------- | ------ | ---- |
| 1   | 16 | Charles Leclerc | Ferrari          | 1'16"439 |        | 32   |
| 2   | 81 | Oscar Piastri   | McLaren-Mercedes | 1'16"563 | +0"124 | 30   |
| 3   | 4  | Lando Norris    | McLaren-Mercedes | 1'16"580 | +0"141 | 30   |

Nella sessione del sabato si è avuta questa situazione:
| Pos | Nº | Pilota         | Costruttore                | Tempo    | Gap    | Giri |
| --- | -- | -------------- | -------------------------- | -------- | ------ | ---- |
| 1   | 81 | Oscar Piastri  | McLaren-Mercedes           | 1'15"921 |        | 16   |
| 2   | 63 | George Russell | Mercedes                   | 1'15"960 | +0"039 | 17   |
| 3   | 1  | Max Verstappen | Red Bull Racing-Honda RBPT | 1'16"002 | +0"081 | 18   |

## Qualifiche

### Resoconto
Lando Norris conquista la decima pole position in carriera. Per la McLaren è la centosessantacinquesima partenza in prima posizione della storia, l'undicesima complessiva nel Gran Premio d'Australia e la prima dopo quella nell'edizione 2012 con Hamilton. Piastri è secondo, alla settima prima fila in carriera, tutte ottenute tramite la seconda piazza. È la serie più lunga senza pole position nella storia dei mondiale da Bruce McLaren. L'australiano eguaglia il miglior piazzamento in griglia di un pilota di questa nazionalità nel Gran Premio di casa, conquistato in precedenza da Mark Webber nel 2010 e 2013, e Daniel Ricciardo nel 2014. Piastri ha concluso a podio per cinque volte su sei quando è partito in prima fila. Verstappen, terzo, non ottiene la pole position per il quattordicesimo Gran Premio consecutivo. Nelle ultime quattro gare in cui è partito da questa posizione ha vinto per tre volte. L'olandese non è qualificato in prima fila nel Gran Premio d'Australia per la prima volta dal 2019.
Prima che Russell conquistasse la quarta posizione, la Mercedes si era qualificata tra le prime quattro solo una volta nei tre precedenti Gran Premi d'Australia. Tsunoda, quinto, eguaglia la migliore partenza di sempre della Racing Bulls su questo tracciato. Per la Williams è il miglior risultato in qualifica in questo appuntamento dal 2016 con la sesta posizione di Albon. Per la prima volta in venti edizioni della gara a Melbourne, la scuderia britannica presenta due vetture nei primi dieci grazie al decimo posto di Sainz. Hamilton, ottavo, ha concluso sul podio solo una volta in nove occasioni partendo da questa posizione. Gasly, nono, egualia la miglior qualifica di sempre in questo appuntamento. Alonso manca l'accesso alla Q3 per la prima volta dal 2018. Doohan si qualifica quattordicesimo nel Gran Premio di casa, tre posizioni più in alto rispetto alla sua prima qualifica nel Gran Premio di Abu Dhabi 2024. Bortoleto è qualificato davanti al compagno Hülkenberg al primo tentativo. Il brasiliano accede alla Q2 scalzando Antonelli. Alla sua prima gara con la Red Bull Racing, Lawson è qualificato diciottesimo. Il neozelandese è stato eliminato solo una volta nel corso del 2024 nelle sei gare in Racing Bulls. Ocon inizia la sua prima gara alla guida della Haas dalla diciannovesima posizione.
Norris eguaglia Jochen Rindt per numero di pole position nella storia del mondiale, alla sedicesima prima fila in carriera. Il britannico è anche il sedicesimo pilota diverso che ottiene la partenza al palo nel Gran Premio d'Australia, il dodicesimo sul circuito dell'Albert Park, il primo di questa nazionalità da Hamilton nell'edizione 2019, e il primo alla guida della McLaren dallo stesso Hamilton nel 2012. Norris ottiene la partenza al palo nel decimo Gran Premio e circuito differente. La scuderia di Woking estende il record personale quale costruttore col maggior numero di pole position in questo appuntamento (11), ed eguaglia la Mercedes e la Ferrari per partenze in prima posizione sul circuito di Melbourne. Per la McLaren è la sessantaseiesima doppietta in qualifica e la nona complessiva nel Gran Premio d'Australia. Norris e Piastri condividono la prima fila per la quarta volta, sempre in quest'ordine. Hadjar è il miglior qualificatore tra i sei debuttanti in questo mondiale. Il tempo della partenza al palo di 1'15"096 del britannico, alla media di 253,020 km/h, rappresenta il rilievo cronometrico più rapido mai realizzato sul circuito dell'Albert Park con il layout in uso dal 2022. È anche il tempo più veloce fra le due configurazioni della pista fin dal suo debutto nel 1996. Il precedente primato apparteneva a Verstappen che nell'edizione precedente registrò un tempo di 1'15"915, alla media di 250,290 km/h, sempre valevole per la pole position.
Sono stati cancellati undici tempi dai commissari sportivi ai piloti per non aver rispettato i limiti della pista, durante le qualifiche. Si sono visti cancellare il tempo due volte Gabriel Bortoleto (curva 4), Nico Hülkenberg (curva 9 e 11) e Liam Lawson (curva 3 e 13), una volta Oliver Bearman (curva 10), Esteban Ocon (curva 4), Fernando Alonso (curva 10), Jack Doohan (curva 12) e Lando Norris (curva 4).
Quattro piloti non ricevono sanzioni da parte dei commissari sportivi, per non aver rispettato le istruzioni stabilite dalla direzione gara. Essi hanno superato il tempo limite di un minuto e trentatré secondi valevole tra la seconda linea della safety car e la prima di essa. Bearman e Isack Hadjar nel corso del secondo giro in Q1, Russell nel corso del quinto e decimo giro in Q1, e nel corso del quattordicesimo in Q2, e Lewis Hamilton nel corso del diciottesimo in Q2.

### Risultati
Nella sessione di qualifica si è avuta questa situazione:
| Pos                         | Nº | Pilota                | Costruttore                  | Q1          | Q2       | Q3       | Griglia |
| --------------------------- | -- | --------------------- | ---------------------------- | ----------- | -------- | -------- | ------- |
| 1                           | 4  | Lando Norris          | McLaren-Mercedes             | 1'15"912    | 1'15"415 | 1'15"096 | 1       |
| 2                           | 81 | Oscar Piastri         | McLaren-Mercedes             | 1'16"062    | 1'15"468 | 1'15"180 | 2       |
| 3                           | 1  | Max Verstappen        | Red Bull Racing-Honda RBPT   | 1'16"018    | 1'15"565 | 1'15"481 | 3       |
| 4                           | 63 | George Russell        | Mercedes                     | 1'15"971    | 1'15"798 | 1'15"546 | 4       |
| 5                           | 22 | Yūki Tsunoda          | Racing Bulls-Honda RBPT      | 1'16"225    | 1'16"009 | 1'15"670 | 5       |
| 6                           | 23 | Alexander Albon       | Williams-Mercedes            | 1'16"245    | 1'16"017 | 1'15"737 | 6       |
| 7                           | 16 | Charles Leclerc       | Ferrari                      | 1'16"029    | 1'15"827 | 1'15"755 | 7       |
| 8                           | 44 | Lewis Hamilton        | Ferrari                      | 1'16"213    | 1'15"919 | 1'15"973 | 8       |
| 9                           | 10 | Pierre Gasly          | Alpine-Renault               | 1'16"328    | 1'16"112 | 1'15"980 | 9       |
| 10                          | 55 | Carlos Sainz Jr.      | Williams-Mercedes            | 1'16"360    | 1'15"931 | 1'16"062 | 10      |
| 11                          | 6  | Isack Hadjar          | Racing Bulls-Honda RBPT      | 1'16"354    | 1'16"175 | N.D.     | 11      |
| 12                          | 14 | Fernando Alonso       | Aston Martin Aramco-Mercedes | 1'16"288    | 1'16"453 | N.D.     | 12      |
| 13                          | 18 | Lance Stroll          | Aston Martin Aramco-Mercedes | 1'16"369    | 1'16"483 | N.D.     | 13      |
| 14                          | 7  | Jack Doohan           | Alpine-Renault               | 1'16"315    | 1'16"863 | N.D.     | 14      |
| 15                          | 5  | Gabriel Bortoleto     | Kick Sauber-Ferrari          | 1'16"516    | 1'17"520 | N.D.     | 15      |
| 16                          | 12 | Andrea Kimi Antonelli | Mercedes                     | 1'16"525    | N.D.     | N.D.     | 16      |
| 17                          | 27 | Nico Hülkenberg       | Kick Sauber-Ferrari          | 1'16"579    | N.D.     | N.D.     | 17      |
| 18                          | 30 | Liam Lawson           | Red Bull Racing-Honda RBPT   | 1'17"094    | N.D.     | N.D.     | PL      |
| 19                          | 31 | Esteban Ocon          | Haas-Ferrari                 | 1'17"147    | N.D.     | N.D.     | 19      |
| Tempo limite 107%: 1'21"225 |    |                       |                              |             |          |          |         |
| NQ                          | 87 | Oliver Bearman        | Haas-Ferrari                 | senza tempo | N.D.     | N.D.     | PL      |

In grassetto sono indicate le migliori prestazioni in Q1, Q2 e Q3.

## Gara

### Resoconto
Prima della gara, le vetture di Oliver Bearman e Liam Lawson vengono modificate sotto il regime di parco chiuso. Il britannico della Haas, già autorizzato alla partenza da parte dei commissari sportivi dopo non aver segnato nessun tempo in qualifica, e il neozelandese della Red Bull Racing, qualificatosi in diciottesima posizione, prendono il via dalla pit lane.
La pista è bagnata a causa di un forte acquazzone che ha colpito il tracciato nelle ore precedenti e che ha causato la cancellazione della Feature Race della Formula 2; per questo motivo, tutti i piloti decidono di partire con le gomme intermedie. Durante il giro di formazione Isack Hadjar va in testacoda all'uscita di curva 2 e sbatte contro le barriere. La sua macchina rimane ferma in pista e ciò obbliga il direttore di gara ad abortire la partenza per consentirne la rimozione. La partenza della gara viene quindi posticipata di 15 minuti e la lunghezza della corsa viene ridotta da 58 a 57 giri.
Al via Lando Norris mantiene la prima posizione, mentre Max Verstappen supera Oscar Piastri e si prende il secondo posto. George Russell rimane quarto. Charles Leclerc riesce nelle prime curve a sorpassare Alexander Albon e Yūki Tsunoda, e mettersi in quinta posizione, mentre il suo compagno di squadra Lewis Hamilton rimane ottavo. A metà del primo giro, tuttavia, Jack Doohan perde il controllo della sua Alpine e colpisce le barriere, e questo costringe la direzione gara a mandare in pista la safety car per rimuovere la vettura incidentata dell'australiano; sempre nel corso del primo giro, con la gara già in regime di vettura di sicurezza, anche Carlos Sainz Jr. esce di pista all'ultima curva e termina la sua corsa contro la barriera di protezione; per questo motivo la direzione gara decide di far transitare le monoposto attraverso la pit lane.
La gara riprende all'ottavo giro con tutti i piloti che mantengono le loro posizioni. Nei giri seguenti le condizioni della pista iniziano a migliorare e quindi la direzione gara dà l'autorizzazione all'uso del DRS. Al quindicesimo giro Andrea Kimi Antonelli supera Nico Hülkenberg e guadagna la dodicesima posizione, ma nella tornata successiva l'italiano va in testacoda alla curva 4, riuscendo però a ripartire e rientrare in pista dietro al tedesco della Sauber. Nel corso del diciassettesimo giro Verstappen va lungo alla curva 11 e lascia la seconda posizione a Piastri, mentre Antonelli supera nuovamente Hülkenberg. Nel frattempo Hamilton prova più volte a sorpassare Albon ma non riesce a completare la manovra. Con il passare dei giri, la coppia di piloti McLaren in testa alla corsa distacca Verstappen fino ad arrivare ad un massimo di 16 secondi di vantaggio.
Nel corso del trentaquattresimo giro Fernando Alonso si gira all'uscita della curva 7 e causa un nuovo ingresso della safety car. Tutti i piloti ne approfittano per montare le gomme da asciutto. La gara riprende al quarantaduesimo giro con le posizioni immutate. Dopo pochi giri, però, la pioggia inizia a bagnare nuovamente il tracciato e le due McLaren escono contemporaneamente di pista alla curva 12, con Norris che riesce a rientrare e andare subito nella pit lane per rimontare le gomme intermedie, mentre Piastri esce nuovamente di strada alla curva successiva e rimane bloccato per molti secondi nell'erba della via di fuga, ma alla fine riesce a ripartire e a tornare ai box per montare le gomme da bagnato. Cambiano subito le gomme anche Russell, Albon, Antonelli, Stroll e le due Sauber, mentre le due Red Bull e le due Ferrari rimangono in pista con gli pneumatici da asciutto, con Verstappen leader della gara. La pista è però troppo bagnata e quindi anche l'olandese è costretto a rientrare ai box al quarantaseiesimo giro, lasciando nuovamente il comando a Norris, mentre le due Ferrari continuano con le gomme da asciutto. All'inizio del giro successivo Liam Lawson e Gabriel Bortoleto escono di pista e costringono ad un ulteriore intervento della safety car. Hamilton e Leclerc si fermano in regime di vettura di sicurezza per montare le intermedie e rientrano in pista rispettivamente nono e decimo.
La gara riparte al cinquantaduesimo giro, con Norris davanti a Verstappen, Russell, Albon, Antonelli, Stroll, Hülkenberg, Gasly e Leclerc che supera subito Hamilton. Poco dopo, le due Ferrari sorpassano Gasly, mentre Piastri, ripartito tredicesimo, inizia a rimontare per cercare di rientrare in zona punti. Antonelli sorpassa Albon e si prende la quarta posizione in pista, ma viene penalizzato di cinque secondi per un unsafe release durante un pit stop; la sanzione verrà poi revocata dopo la gara. All'ultimo giro Piastri supera Hamilton e termina così al nono posto davanti al britannico. Negli ultimi giri Verstappen prova a mettere pressione a Norris, ma il pilota della McLaren mantiene la prima posizione.
Lando Norris vince il quinto Gran Premio in carriera. Per la McLaren è la centonovantesima vittoria della propria storia, la dodicesima nel Gran Premio d'Australia e la prima da quella dell'edizione 2012 con Jenson Button. Con la seconda posizione Verstappen ottiene il centotredicesimo podio in carriera. Per la decima stagione consecutiva il campione del mondo ottiene almeno un piazzamento a podio. Per Russell, terzo, è il sedicesimo podio nella categoria e il miglior risultato in carriera nella gara d'apertura del mondiale.
La quinta posizione di Albon è il miglior risultato per la Williams dal Gran Premio d'Azerbaigian 2017, non considerando il Gran Premio del Belgio 2021, valido per un giro. Stroll chiude in sesta posizione. Il canadese ha ottenuto il suo miglior risultato dell'anno a Melbourne in ciascuno delle ultime due stagioni. Con la settima posizione di Hülkenberg, la Sauber ottiene punti per la seconda volta in tre gare dopo non averne conquistati nelle prime ventidue gare del 2024. Il tedesco chiude settimo in questo appuntamento per la sesta volta nelle ultime otto gare. Per Leclerc l'ottava posizione è il peggior risultato dal Gran Premio di Gran Bretagna 2024, mentre Hamilton ottiene punti alla sua prima gara in Ferrari. Piastri termina nono dopo essere partito dalla prima fila.
Per Norris è il secondo hat trick (pole position, giro veloce e vittoria) in carriera in Formula 1, e il ventisettesimo podio nella categoria. Per la prima volta in carriera trionfa in due gare di fila dopo il successo nell'ultima corsa del 2024. Il britannico è il ventiquattresimo pilota a vincere il Gran Premio d'Australia, il diciassettesimo sul circuito dell'Albert Park, nonché il sesto differente nelle ultime sei edizioni della gara. Norris è il primo pilota di questa nazionalità a trionfare in Australia da Hamilton nell'edizione 2015 e il primo alla guida della McLaren da Jenson Button nel 2012. La McLaren diventa il team più vincente in questo appuntamento, mentre la Mercedes il propulsore più vittorioso. Antonelli è il trecentocinquantaquattresimo pilota a punti nella storia del mondiale, il sessantanovesimo al debutto nella categoria, e il secondo più giovane di sempre nella storia del mondiale. Egli è il primo italiano a terminare nella zona dei punti da Antonio Giovinazzi nel Gran Premio d'Arabia Saudita 2021, oltre ad essere il primo pilota debuttante classificato nei primi cinque da Felipe Nasr nell'edizione 2015. Era dal Gran Premio del Belgio 1970 che un pilota italiano non concludeva la gara d'esordio così in alto, allora con Ignazio Giunti anche lui quarto al traguardo.
Il premio del pilota del giorno è assegnato al vincitore della gara per la sessantesima volta dall'introduzione del riconoscimento nella stagione 2016. Norris è pilota del giorno per la diciottesima volta, al terzo posto di sempre tra i piloti più premiati. È stato il terzo più lento Gran Premio d'Australia di sempre sul tempo della distanza di gara sul circuito dell'Albert Park, corso alla media di 176,786 km/h, e il secondo più lento con la configurazione del tracciato in uso dal 2022. La corsa viene vinta per la dodicesima volta dalla prima posizione su ventotto edizioni a Melbourne (42,86%), ed è stata la prima gara bagnata dal 2010. Norris, Verstappen e Russell condividono il podio per la seconda volta, i primi due per la diciannovesima. Verstappen conclude secondo dietro a Norris in quattro delle cinque vittorie di quest'ultimo. Norris conduce la classifica piloti per la prima volta e termina una striscia di sessantatré gare a partire dal Gran Premio di Spagna 2022 in cui Verstappen era leader. È il primo pilota alla guida della McLaren in testa al campionato da Hamilton nel Gran Premio del Canada 2012. È stato il primo Gran Premio della stagione non completato nella distanza prevista dal Gran Premio del Bahrein 2021. Quattordici piloti prendono la bandiera a scacchi, il numero più basso dal Gran Premio di San Paolo 2023.
Sono stati cancellati otto tempi dai commissari sportivi ai piloti per non aver rispettato i limiti della pista, durante la gara. Si sono visti cancellare il tempo due volte Oscar Piastri (curva 6 e 12) e Yūki Tsunoda (curva 12 e 4), una volta Andrea Kimi Antonelli (curva 4), Liam Lawson (curva 6), Lando Norris (curva 12) e Pierre Gasly (curva 1).

### Risultati
I risultati del Gran Premio sono i seguenti:
| Pos | Nº | Pilota                | Costruttore                  | Giri | Tempo/Ritiro | Griglia | Punti |
| --- | -- | --------------------- | ---------------------------- | ---- | ------------ | ------- | ----- |
| 1   | 4  | Lando Norris          | McLaren-Mercedes             | 57   | 1h42'06"304  | 1       | 25    |
| 2   | 1  | Max Verstappen        | Red Bull Racing-Honda RBPT   | 57   | +0"895       | 3       | 18    |
| 3   | 63 | George Russell        | Mercedes                     | 57   | +8"481       | 4       | 15    |
| 4   | 12 | Andrea Kimi Antonelli | Mercedes                     | 57   | +10"135      | 16      | 12    |
| 5   | 23 | Alexander Albon       | Williams-Mercedes            | 57   | +12"773      | 6       | 10    |
| 6   | 18 | Lance Stroll          | Aston Martin Aramco-Mercedes | 57   | +17"413      | 13      | 8     |
| 7   | 27 | Nico Hülkenberg       | Kick Sauber-Ferrari          | 57   | +18"423      | 17      | 6     |
| 8   | 16 | Charles Leclerc       | Ferrari                      | 57   | +19"826      | 7       | 4     |
| 9   | 81 | Oscar Piastri         | McLaren-Mercedes             | 57   | +20"448      | 2       | 2     |
| 10  | 44 | Lewis Hamilton        | Ferrari                      | 57   | +22"473      | 8       | 1     |
| 11  | 10 | Pierre Gasly          | Alpine-Renault               | 57   | +26"502      | 9       |       |
| 12  | 22 | Yūki Tsunoda          | Racing Bulls-Honda RBPT      | 57   | +29"884      | 5       |       |
| 13  | 31 | Esteban Ocon          | Haas-Ferrari                 | 57   | +33"161      | 19      |       |
| 14  | 87 | Oliver Bearman        | Haas-Ferrari                 | 57   | +40"351      | PL      |       |
| Rit | 30 | Liam Lawson           | Red Bull Racing-Honda RBPT   | 46   | Incidente    | PL      |       |
| Rit | 5  | Gabriel Bortoleto     | Kick Sauber-Ferrari          | 45   | Incidente    | 15      |       |
| Rit | 14 | Fernando Alonso       | Aston Martin Aramco-Mercedes | 32   | Incidente    | 12      |       |
| Rit | 55 | Carlos Sainz Jr.      | Williams-Mercedes            | 0    | Incidente    | 10      |       |
| Rit | 7  | Jack Doohan           | Alpine-Renault               | 0    | Incidente    | 14      |       |
| NP  | 6  | Isack Hadjar          | Racing Bulls-Honda RBPT      | 0    | Incidente    | –       |       |

## Classifiche mondiali

### Piloti
| Pos | Pilota                | Punti |
| --- | --------------------- | ----- |
| 1   | Lando Norris          | 25    |
| 2   | Max Verstappen        | 18    |
| 3   | George Russell        | 15    |
| 4   | Andrea Kimi Antonelli | 12    |
| 5   | Alexander Albon       | 10    |
| 6   | Lance Stroll          | 8     |
| 7   | Nico Hülkenberg       | 6     |
| 8   | Charles Leclerc       | 4     |
| 9   | Oscar Piastri         | 2     |
| 10  | Lewis Hamilton        | 1     |

### Costruttori
| Pos | Costruttore                  | Punti |
| --- | ---------------------------- | ----- |
| 1   | McLaren-Mercedes             | 27    |
| 2   | Mercedes                     | 27    |
| 3   | Red Bull Racing-Honda RBPT   | 18    |
| 4   | Williams-Mercedes            | 10    |
| 5   | Aston Martin Aramco-Mercedes | 8     |
| 6   | Kick Sauber-Ferrari          | 6     |
| 7   | Ferrari                      | 5     |

## Decisioni della FIA
Lo spagnolo Fernando Alonso dell'Aston Martin, il britannico Lewis Hamilton della Ferrari, il giapponese Yūki Tsunoda della Racing Bulls e il thailandese Alexander Albon della Williams non ricevono sanzioni dai commissari sportivi per non aver mantenuto una distanza di dieci lunghezze di vetture durante il regime di safety car.
Il brasiliano della Sauber, Gabriel Bortoleto è stato penalizzato di cinque secondi sul tempo di gara per essere stato rilasciato dai meccanici al sopraggiungere del neozelandese Liam Lawson della Red Bull Racing, al termine di un pit stop. La penalità non ha effetto pratico in quanto Bortoleto è ritirato dalla gara. L'italiano Andrea Kimi Antonelli della Mercedes è stato penalizzato per lo stesso motivo, al sopraggiungere del tedesco Nico Hülkenberg della Sauber. Antonelli, quarto all'arrivo, scala di una posizione. La scuderia tedesca decide di presentare il diritto di revisione contro la penalità subita, in cui viene convocato anche Hülkenberg. I commissari accolgono la richiesta presentata dalla Mercedes, annullando la precedente penalità inflitta ad Antonelli.